# アルビオンFC
アルビオン・フットボール・クルブ（スペイン語: Albion Football Club）は、ウルグアイの首都モンテビデオを本拠地とするサッカークラブである。1891年創設、ウルグアイ最古のサッカークラブ。2022シーズンはプリメーラ・ディビシオンに所属。

## 概要
ウルグアイで最も歴史のあるサッカークラブで、世界各国の現存する最古のサッカークラブが名を連ねるクラブ・オブ・パイオニアーズ（en:Club of Pioneers）のメンバーである。

## 歴史
1891年6月1日、イングリッシュ・ハイスクールの生徒達によって結成。1890年代にはウルグアイにおいて最も実力のあるサッカークラブであった。1900年、CURCC、ドイチャーFK、ウルグアイ・アトレティックと共にウルグアイサッカー協会を設立し、国内リーグを創設した。
その後低迷し、1908シーズンを最後にプリメーラ・ディビシオンから遠ざかっていたが、2017シーズンにセグンダBナシオナル、2021シーズンにセグンダ・ディビシオンを制し、114年ぶりのプリメーラ・ディビシオン復帰を決めた。
2022シーズンは、開幕から2連敗を喫したが、第3節のペニャロール戦で引き分け、第4節のモンテビデオ・シティ・トルケ戦でプリメーラ・ディビシオンにおける114年ぶりの勝利をあげた。

## タイトル

### 国内タイトル
- セグンダ・ディビシオン（1903-）：1回
  - 2021

- テルセーラ・ディビシオン（1913-）：1回
  - 2017

- コパ・コンペテンシア（1900-1903）：1回
  - 1900

### 国際タイトル
なし